# بونتانغ
بونتانغ (بالإنجليزية: Bontang)‏ هي معلم جغرافي تقع في إندونيسيا في كالمنتان الشرقية. يقدر عدد سكانها بـ 175,830 نسمة ومساحتها 497.57 كم2 .

## المناخ
يظهر الجدول التالي التغييرات المناخية على مدار السنة لبونتانغ:
| البيانات المناخية لـبونتانغ                 | البيانات المناخية لـبونتانغ | البيانات المناخية لـبونتانغ | البيانات المناخية لـبونتانغ | البيانات المناخية لـبونتانغ | البيانات المناخية لـبونتانغ | البيانات المناخية لـبونتانغ | البيانات المناخية لـبونتانغ | البيانات المناخية لـبونتانغ | البيانات المناخية لـبونتانغ | البيانات المناخية لـبونتانغ | البيانات المناخية لـبونتانغ | البيانات المناخية لـبونتانغ | البيانات المناخية لـبونتانغ |
| الشهر                                       | يناير                       | فبراير                      | مارس                        | أبريل                       | مايو                        | يونيو                       | يوليو                       | أغسطس                       | سبتمبر                      | أكتوبر                      | نوفمبر                      | ديسمبر                      | المعدل السنوي               |
| ------------------------------------------- | --------------------------- | --------------------------- | --------------------------- | --------------------------- | --------------------------- | --------------------------- | --------------------------- | --------------------------- | --------------------------- | --------------------------- | --------------------------- | --------------------------- | --------------------------- |
| متوسط درجة الحرارة الكبرى °م (°ف)           | 30 (86)                     | 30.2 (86.4)                 | 30.4 (86.7)                 | 30.4 (86.7)                 | 30.6 (87.1)                 | 30 (86)                     | 29.6 (85.3)                 | 30.1 (86.2)                 | 30.2 (86.4)                 | 30.8 (87.4)                 | 30.6 (87.1)                 | 30.3 (86.5)                 | 30.3 (86.5)                 |
| المتوسط اليومي °م (°ف)                      | 26.5 (79.7)                 | 26.6 (79.9)                 | 26.7 (80.1)                 | 26.8 (80.2)                 | 27.2 (81.0)                 | 26.7 (80.1)                 | 26.3 (79.3)                 | 26.7 (80.1)                 | 26.7 (80.1)                 | 27.1 (80.8)                 | 27 (81)                     | 26.7 (80.1)                 | 26.7 (80.2)                 |
| متوسط درجة الحرارة الصغرى °م (°ف)           | 23 (73)                     | 23 (73)                     | 23.1 (73.6)                 | 23.3 (73.9)                 | 23.8 (74.8)                 | 23.4 (74.1)                 | 23 (73)                     | 23.3 (73.9)                 | 23.3 (73.9)                 | 23.5 (74.3)                 | 23.4 (74.1)                 | 23.2 (73.8)                 | 23.3 (73.8)                 |
| الهطول مم (إنش)                             | 165 (6.5)                   | 133 (5.2)                   | 217 (8.5)                   | 217 (8.5)                   | 202 (8.0)                   | 149 (5.9)                   | 89 (3.5)                    | 94 (3.7)                    | 134 (5.3)                   | 128 (5.0)                   | 195 (7.7)                   | 187 (7.4)                   | 1٬910 (75.2)                |
| متوسط أيام هطول الأمطار                     | 17                          | 15                          | 16                          | 14                          | 14                          | 13                          | 13                          | 12                          | 11                          | 12                          | 15                          | 17                          | 169                         |
| متوسط الرطوبة النسبية (%)                   | 84.7                        | 84.5                        | 84.3                        | 85.3                        | 84.8                        | 84.8                        | 84.4                        | 82.7                        | 83.4                        | 83.2                        | 84.6                        | 84.7                        | 84.3                        |
| المصدر #1: Climate-Data.org (temp & precip) |                             |                             |                             |                             |                             |                             |                             |                             |                             |                             |                             |                             |                             |
| المصدر #2: Weatherbase (humidity)           |                             |                             |                             |                             |                             |                             |                             |                             |                             |                             |                             |                             |                             |